# Edith Meiser
Edith Meiser (Detroit, 9 maggio 1898 – Manhattan, 26 settembre 1993) è stata un'attrice, librettista e scrittrice di radiodrammi statunitense.

## Biografia
Nata a Detroit, Meiser studiò in  Germania, Svizzera e poi al Vassar College, cominciando a recitare in diverse produzioni studentesche. Nel 1924 fece il suo debutto nella pièce Fata Morgana, a cui seguì la rivista The Garrick Gaieties, in cui cantava e di cui era anche autrice di alcune scene del libretto.
Continuò a recitare assiduamente a Broadway fino al 1960, esibendosi nei musical Peggy-Ann (1926), Let's Face It (1941), Mexican Hayride (1944), Happy Hunting (1956) e The Unsinkable Molly Brown (1960). Successivamente tornò a calcare le scene nel circuito del teatro regionale, apparendo in musical come No Strings (1964) e A Little Night Music (1975). 
Grande appassionata di Sherlock Holmes, insieme al marito Tom McKnight la Meiser cominciò a sceneggiare i romanzi di Arthur Conan Doyle per la radio. Il primo episodio fu trasmesso il 20 ottobre 1930 con William Gillette nel ruolo del celebre detective, mentre numerosi altri episodi scritti da lei furono trasmessi nel 1934, 1935 e infine nel 1936. Dal 1939 al 1943 scrisse nuovi episodi per The New Adventures of Sherlock Holmes, alcuni riadattati dai romanzi e racconti di Conan Doyle, mentre altri completamente ideati da lei. Dopo una lite con la produzione, la Meiser abbandonò il programma nel 1942. L'autrice curò anche i testi di una versione fumettistica delle Avventure di Sherlock Holmes per il New York Herald Tribune. Nel 1991 entrò a far parte dei Baker Street Irregulars, l'associazione letteraria che riunisce i più grandi appassionati del detective, quando questa iniziò ad ammettere soci di sesso femminile.
Morì per un attacco cardiaco  nel 1993 a New York, all'età di 95 anni.

## Filmografia parziale

### Cinema
- It Grows on Trees, regia di Arthur Lubin (1952)
- Nel mezzo della notte (Middle of the Night), regia di Delbert Mann (1959)

### Televisione
- Lux Video Theatre – serie TV, episodio 2x26 (1952)